# Balham (Ardennes)
Balham ist eine französische Gemeinde mit 150 Einwohnern (Stand 1. Januar 2022) im Département Ardennes in der Region Grand Est (vor 2016 Champagne-Ardenne). Sie gehört zum Arrondissement Rethel, zum Kanton Château-Porcien und zum Gemeindeverband Pays Rethélois. Mit 1,8 km² ist sie die flächenmäßig viertkleinste Gemeinde des Départements Ardennes.

## Geografie

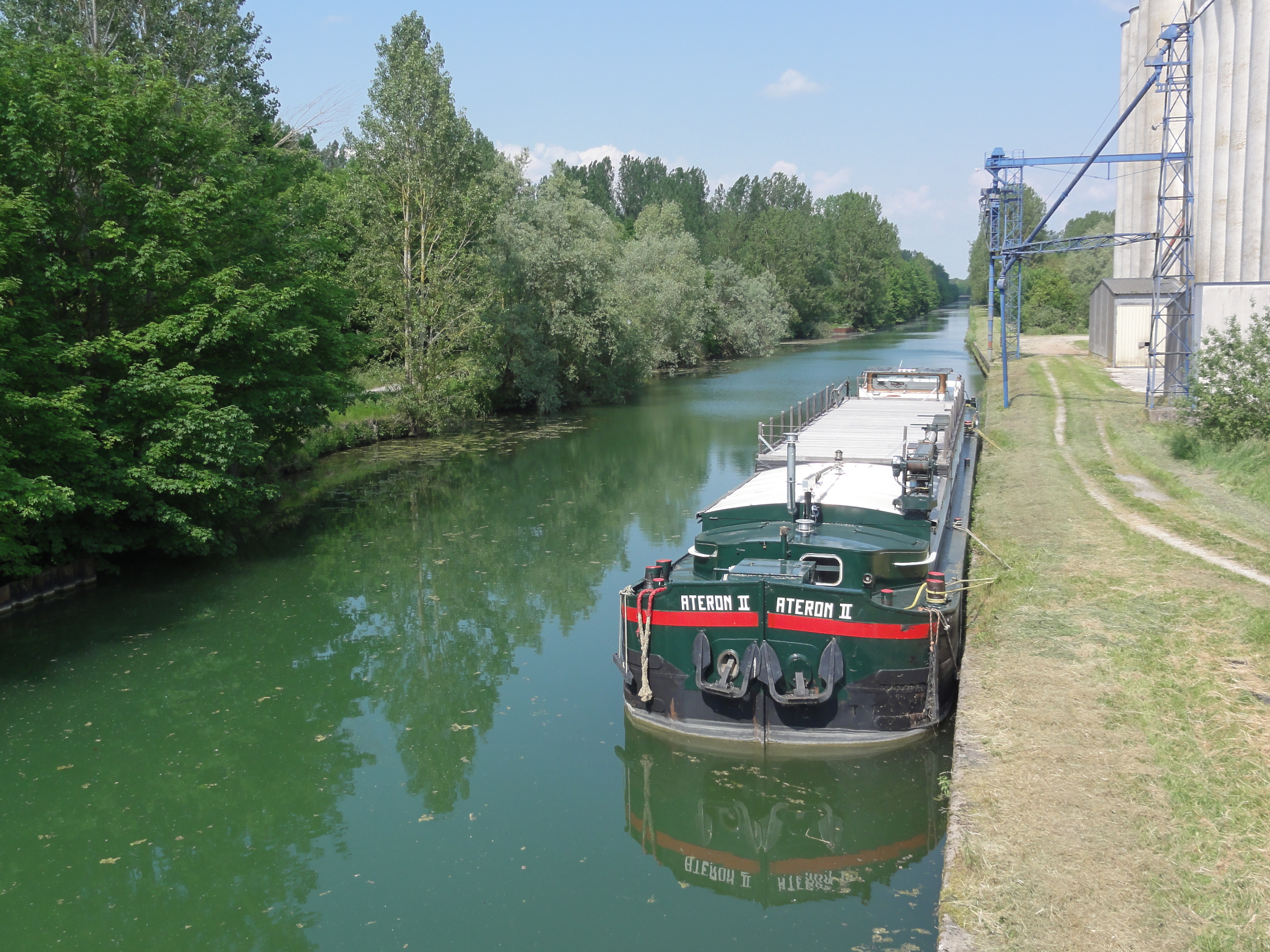
Ardennenkanal bei Balham

Die Aisne fließt durch das Gemeindegebiet. An der südlichen Gemeindegrenze verläuft der Ardennenkanal. Umgeben wird Balham von den Nachbargemeinden Saint-Germainmont im Westen und Norden, Gomont im Nordosten, Blanzy-la-Salonnaise im Osten, Aire im Süden sowie Asfeld im Südwesten.

## Bevölkerungsentwicklung
| Jahr                       | 1962 | 1968 | 1975 | 1982 | 1990 | 1999 | 2007 | 2018 |
| Einwohner                  | 131  | 114  | 115  | 95   | 103  | 125  | 136  | 157  |
| Quellen: Cassini und INSEE |      |      |      |      |      |      |      |      |

## Sehenswürdigkeiten
- Kirche Saint-Jean-Baptiste
- Friedhofsportal, Monument historique seit 1926[1]

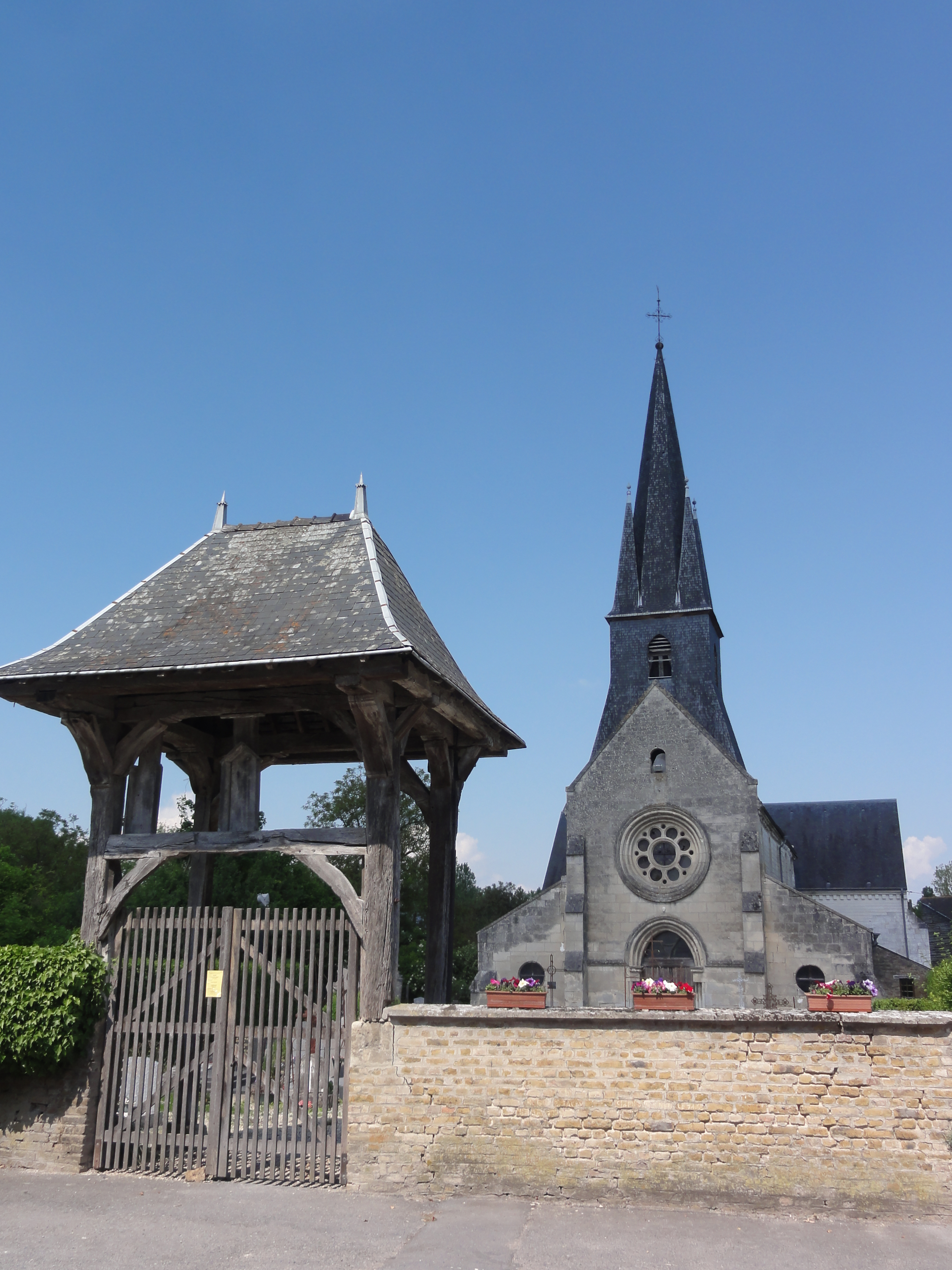
Kirche Saint-Jean-Baptiste mit Friedhofsportal